# ورانسکو (بلغارستان)
ورانسکو (به بلغاری: Vransko) یک منطقهٔ مسکونی در بلغارستان است که در شهرستان کروموفگراد واقع شده‌است.